# Яковенко, Сергей Степанович
Сергей Степанович Яковенко (16 июля 1953 года, Тобольск — 19 июля 2001 года, Тобольск) — ректор Тобольского государственного педагогического института, кандидат физико-математических наук, доцент. В непростых социально-экономических условиях 1990-х годов сумел обеспечить рост и развитие института, принимая оптимальные решения, благодаря чему и институт вышел на новые рубежи своего развития. Отличался доброжелательными отношениями с преподавателями, работниками хозяйственного блока и студентами.

## Биография
Родился в семье медицинских работников. В 1970 году заканчивает среднюю школу № 1 и продолжает учёбу в Тобольском государственном педагогическом институте им. Д.И. Менделеева. За время обучения в институте Сергей Степанович становится ленинским стипендиатом, председателем спортивного клуба, членом студенческого научного сообщества и профсоюзного бюро. В 1974 году с отличием завершил обучение по специальности учитель физики и был избран председателем профкома института. В 1975 году направлен на стажировку в Москву, где поступил в аспирантуру при кафедре общей физики Московского областного педагогического института им. Н.К. Крупской. В марте 1981 года получил учёную степень кандидата кандидата физико-математических наук.
По возвращении в Тобольск работает ассистентом и старшим преподавателем общей физики в Тобольском государственном педагогическом институте им. Д.И. Менделеева, а с ноября 1982 года стал деканом физико-математического факультета. С мая 1985 по 1993 годы был проректором по научной работе. За этот период резко увеличилась эффективность научной деятельности преподавателей и студентов института, открылись первые направления научно-педагогических кадров в аспирантуре. 
В феврале 1993 года назначен ректором Тобольского государственного педагогического института имени Д.И. Менделеева. 19 июля 2001 года трагически погиб, утонув в Иртыше.
Автор около 30 научных работ по физике полимерных материалов.